# فرنوود (آیداهو)
فرنوود (به انگلیسی: Fernwood) یک منطقهٔ مسکونی در ایالات متحده آمریکا است که در شهرستان بنوا، آیداهو واقع شده‌است. فرنوود ۶۸۴ نفر جمعیت دارد و ۸۳۳٫۰۳ متر بالاتر از سطح دریا واقع شده‌است.